# Galería Freer
La Galería de Arte Freer es el museo de la Institución Smithsonian dedicado al arte de Asia Oriental, y reúne objetos procedentes de China, Corea, Japón y del sudeste asiático. Se encuentra en el lado sur del National Mall en Washington D. C. Los objetos favoritos de los visitantes son las pinturas chinas y japonesas, la cerámica y alfarería coreana, los biombos japoneses, los manuscritos persas e indios y las esculturas budistas.
De las obras de James McNeill Whistler destaca la La Habitación del Pavo Real, un comedor que pertenecía a una casa de Londres. En 1876, Whistler decoró con esmero esta habitación con diseños de pavos reales azules y dorados. Tras la muerte del dueño, la habitación fue comprada en su totalidad y transportada a los EE. UU. para instalarla en la Galería Freer.
La Galería fue fundada por Charles Lang Freer (1854-1919), un constructor de vagones de tren de Detroit que donó a los EE. UU. su colección y dinero para un edificio que albergase el museo. El edificio de la Galería, de estilo Renacimiento italiano, está construido en granito y mármol y fue diseñado por el arquitecto estadounidense Charles A. Platt. Se abrió al público en 1923, siendo el primer museo de la Institución Smithsoniana dedicado a las artes. A lo largo de los años, su colección ha crecido gracias a donaciones y compras, hasta triplicar el número de objetos legados por Freer.

## Historia

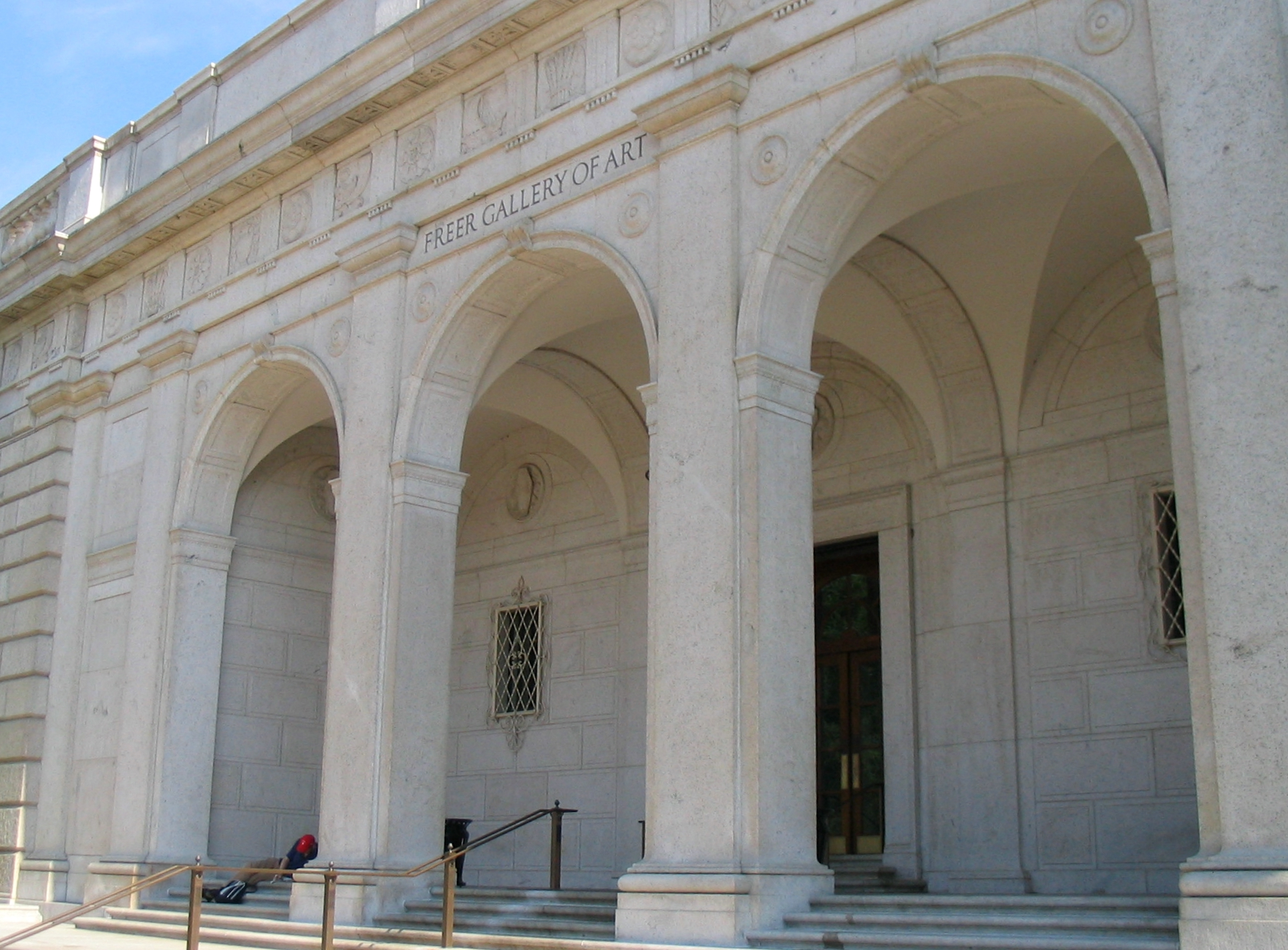
Entrada a la Galería

### Fundación
La galería fue fundada por el fabricante de vagones de ferrocarril de Detroit y aficionado al arte autodidacta Charles Lang Freer. Poseía la mayor colección de obras del artista estadounidense James McNeill Whistler (1834-1903) y se convirtió en su mecenas y amigo. Whistler le dejó muy claro a Freer que si le ayudaba a reunir sus obras principales, la colección debería mostrarse en una ciudad a la que acudieran los turistas.
En 1908, Charles Moore, ex asistente del senador de Míchigan por los Estados Unidos, James McMillin y presidente de la Comisión de Bellas Artes de los Estados Unidos, trasladó su residencia de Washington D. C. a Detroit. Se hizo amigo de Freer, que por entonces dirigía la Michigan Car Company, y le convenció de que exhibiera de forma permanente su colección de arte oriental de 8000 piezas en Washington D. C. Anteriormente, Freer le había propuesto informalmente al presidente Theodore Roosevelt donarle a la nación su colección de arte, el dinero necesario para construir un edificio y un fondo de dotación para el estudio y la adquisición de "muy buenos ejemplos de bellas artes orientales, egipcias y del Cercano Oriente".
El obsequio de Freer fue aceptado en nombre del gobierno por la Junta de Regidores del Smithsonian en 1906. Sin embargo, el testamento de Freer contenía ciertos requisitos relativos a que solo los objetos de la colección permanente se podrían exhibir en la galería, y a que no se podría exhibir ninguna de las piezas en otra parte. Freer estaba convencido de que todos los fondos del museo deberían ser fácilmente accesibles para los académicos en todo momento. Además, el legado de Freer al Smithsonian vino con la condición de que él tendría el control curatorial completo sobre la colección hasta su muerte. El Smithsonian inicialmente dudó de los requisitos, pero la intercesión del presidente Theodore Roosevelt permitió que el proyecto prosiguiera. La Galería Freer posee una carta autografiada de Roosevelt que invita a Freer a visitarlo en la Casa Blanca, lo que refleja el interés personal que el presidente mostró en el desarrollo del museo. Freer murió antes de que se completara la galería de arte.

### Construcción y arquitectura

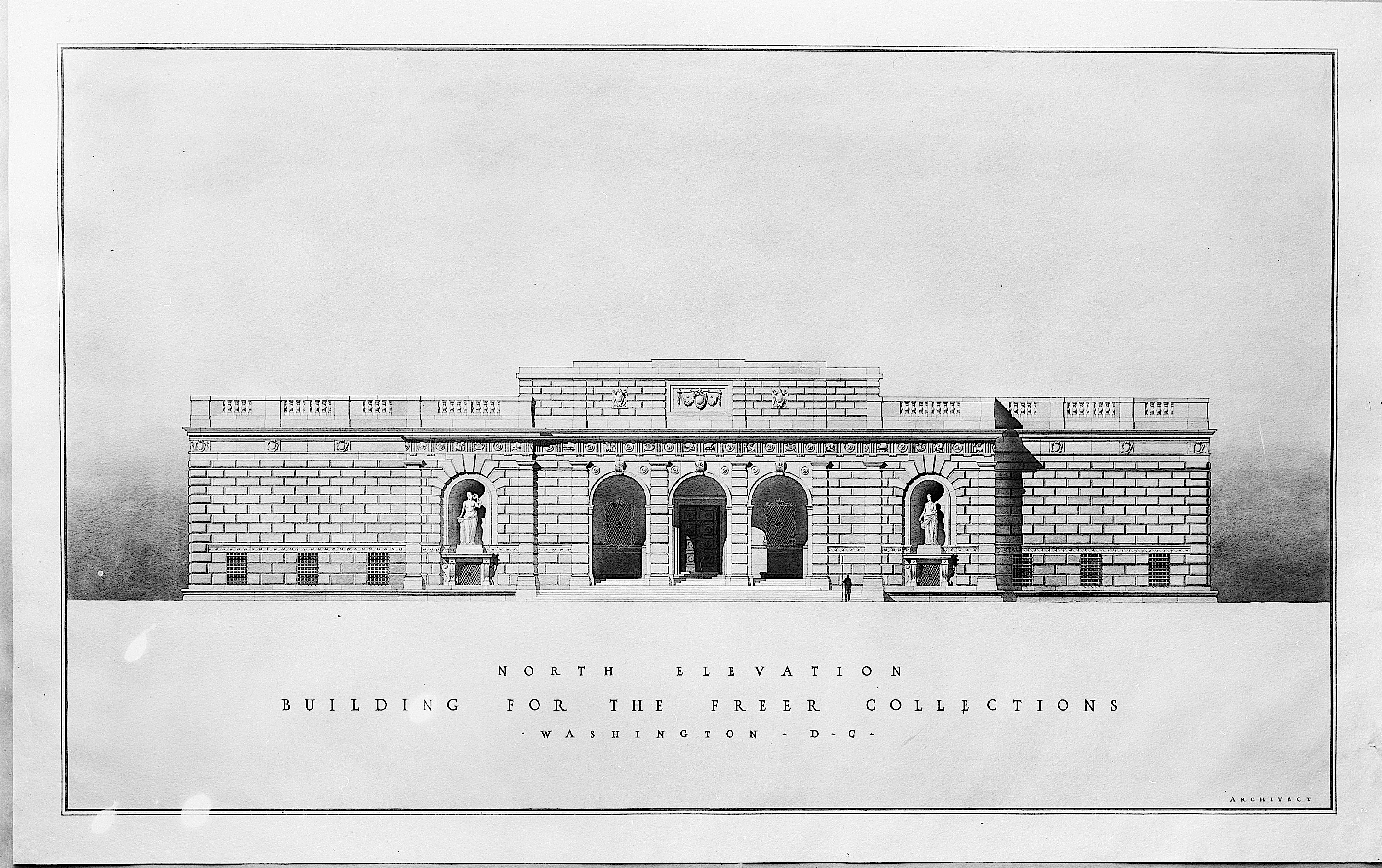
Plano de la fachada norte

La construcción de la galería comenzó en 1916 y se completó en 1921, tras el retraso debido a la Primera Guerra Mundial. El 9 de mayo de 1923, la Galería de Arte Freer se abrió al público. Diseñada por el arquitecto y paisajista estadounidense Charles Adams Platt, el Freer es un edificio de estilo neorrenacentista italiano inspirado en las visitas de Freer a los palacios de Italia. En una reunión con el arquitecto celebrada en el Hotel Plaza de la ciudad de Nueva York, Freer plasmó en una servilleta sus ideas acerca de un edificio clásico y bien proporcionado. La galería está construida principalmente de granito: el exterior es de granito rosa extraído en Milford, Massachusetts, el patio tiene una fuente de granito de cornalina y paredes de mármol blanco de Tennessee sin pulir. Las paredes interiores de la galería son de piedra caliza de Indiana y los suelos son de mármol de Tennessee pulido.
Una importante renovación del edificio, que culminó con una gran reapertura en 1993, amplió enormemente el espacio de almacenamiento y exposición al conectar el Freer y la Galería Arthur M. Sackler. Con la adición de la galería de conexión, el Freer tiene 39 039 pies cuadrados (362 684 dm²) de espacio público. La estructura original diseñada por Platt permanece intacta, incluido el Auditorio Eugene y Agnes E. Meyer, que sirve como sede de muchos programas públicos.

### Etapa posterior
Después de abrir en 1923, el Freer se convirtió en el primer museo del Smithsonian dedicado a las bellas artes. También fue el primer museo del Smithsonian creado a partir del legado de un coleccionista privado. Con el paso de los años, las colecciones han crecido a través de regalos y compras hasta casi triplicar el tamaño de la donación original, y se han agregado casi 18.000 obras de arte asiático desde la muerte de Freer en 1919.
La galería está conectada por un espacio de exhibición subterráneo a la vecina Galería Arthur M. Sackler. Aunque sus colecciones se almacenan y exhiben por separado, los dos museos comparten un director, administración y personal. El Freer cerró para acometer una amplia renovación en enero de 2016 y volvió a abrir en octubre de 2017.

## Exposiciones
Debido a que una de las principales condiciones de la donación de Charles Lang Freer era que solo los artículos de su colección se podían exhibir en la galería, el Freer no toma prestados ni presta artículos a otras instituciones. Sin embargo, debido a los 26 000 objetos de las colecciones de la galería, todavía se pueden presentar exposiciones reconocidas internacionalmente por su profundidad y calidad.
The Freer también tiene una serie de exhibiciones temporales/rotativas de sus propios fondos.

## Arte estadounidense

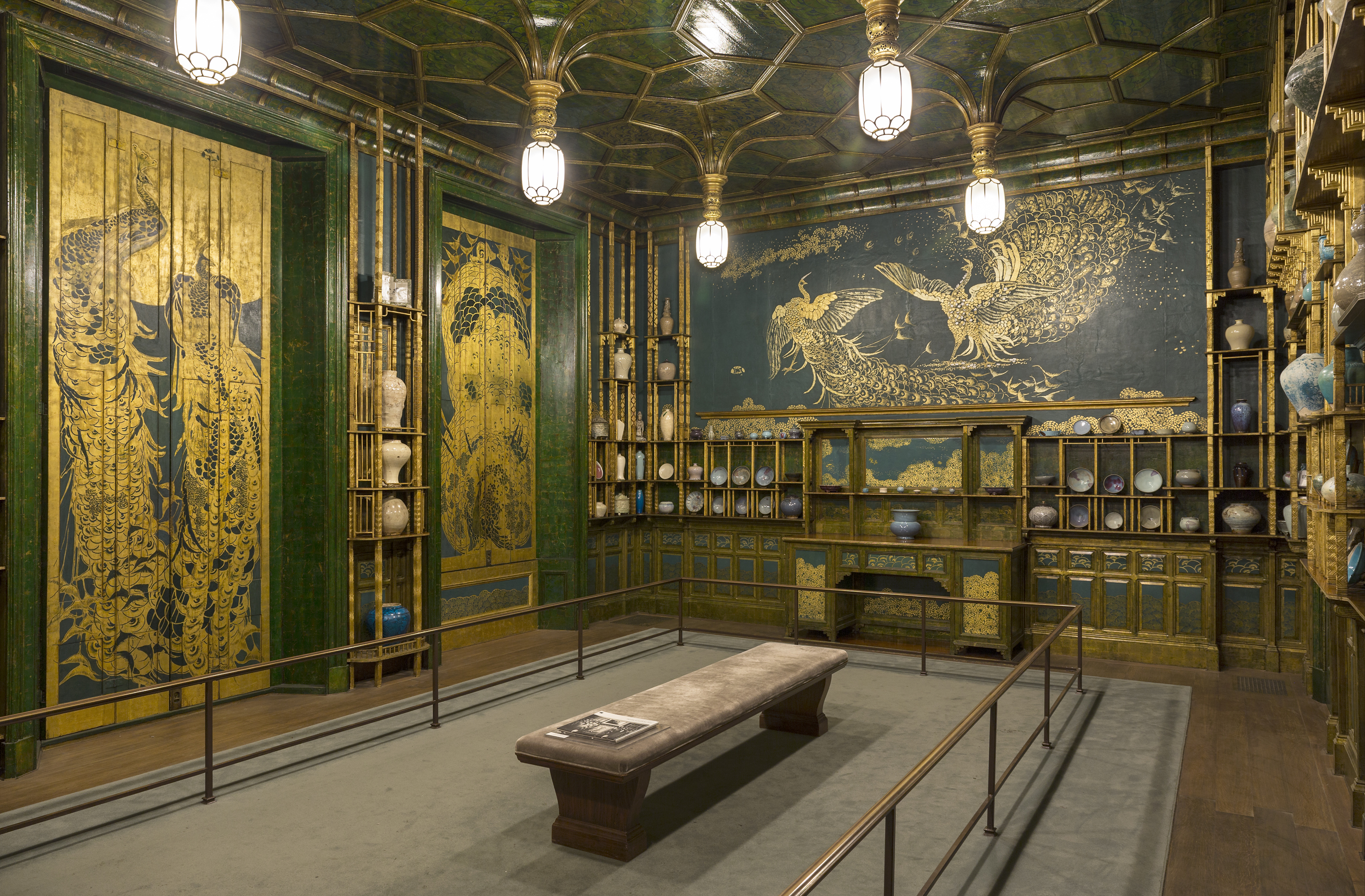
La Habitación del Pavo Real, decorada por Whistler

Freer comenzó a coleccionar arte estadounidense en la década de 1880. En 1890, después de conocer a James McNeill Whistler, un artista estadounidense influido por los grabados japoneses y por la cerámica china, comenzó a ampliar sus colecciones para incluir arte asiático. Sin embargo, mantuvo su interés en el arte estadounidense, acumulando una colección de más de 1300 obras de Whistler, considerada la mejor del mundo de este artista.
Una de las exhibiciones más conocidas del Freer es "La Habitación del Pavo Real", un opulento comedor londinense pintado por Whistler en 1876-1877. La habitación fue diseñada para el magnate naviero británico F. R. Leyland y está lujosamente decorada con motivos que incluyen un pavo real verde y dorado. Comprado por Freer en 1904 e instalado en la Galería Freer después de su muerte, "The Peacock Room" está en exhibición permanente.
The Freer también posee obras de Thomas Dewing (1851-1938), Dwight Tryon (1849-1925), Abbott Handerson Thayer (1849-1921), Childe Hassam (1859-1935), Winslow Homer (1836-1910), Augustus Saint-Gaudens (1848-1907), Willard Leroy Metcalf (1858-1925), John Singer Sargent (1856-1925) y John Henry Twachtman (1853-1902).

## En internet
The Freer | Sackler ofrece varios recursos en línea para explorar el arte y la cultura de Asia y sus colecciones de arte estadounidense. Además de los objetos de las colecciones que se pueden ver en línea, miles de fotografías, diarios arqueológicos, mapas y moldes arqueológicos (vaciados de tallas) se han digitalizado y son utilizados por investigadores de todo el mundo.

## Archivos y biblioteca

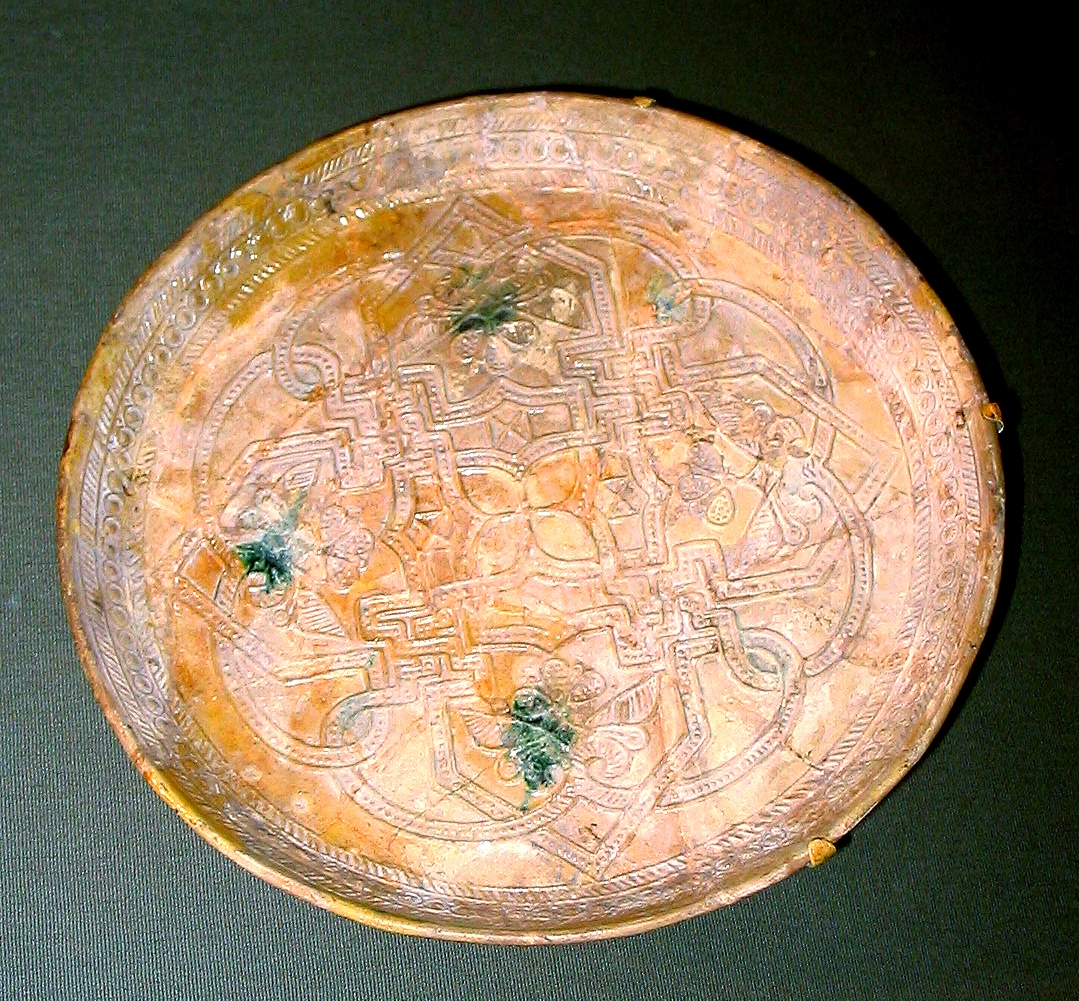
Este plato de loza del Califato abasí (Irak,), es uno de los muchos objetos exhibidos en la Freer Gallery

El Archivo de las Galerías Freer y Sackler alberga más de 120 importantes colecciones de manuscritos relevantes para el estudio del encuentro de Estados Unidos con el arte y la cultura asiáticos. La colección principal son los documentos personales del fundador de la galería, Charles Lang Freer, que incluye sus registros de compras, diarios y correspondencia personal con figuras públicas como artistas, marchantes y coleccionistas. La extensa correspondencia de Freer con James McNeill Whistler forma una de las mayores fuentes de documentos primarios sobre el artista estadounidense. Otras colecciones significativas en los Archivos incluyen los papeles (cuadernos, cartas, fotografías, moldes) y objetos personales del arqueólogo alemán Ernst Herzfeld (1879-1946), que documentan su investigación en Samarra, Persépolis y Pasargada. Los documentos de Carl Whiting Bishop, Dwight William Tryon, Myron Bement Smith, Benjamin March y Henri Vever también se encuentran en los Archivos.
Entre sus fondos figuran más de 125.000 fotografías de Asia que datan del siglo XIX y principios del XX. Los aspectos más destacados de los fondos fotográficos incluyen la Colección Henry y Nancy Rosin de fotografías de Japón del siglo XIX, las fotografías de 1903-1904 del Cixí chino y fotografías de Irán tomadas por Antoin Sevruguin.
La biblioteca Freer|Sackler es el núcleo de investigación de arte asiático más grande de los Estados Unidos. Abierta al público cinco días a la semana (excepto festivos federales) sin cita previa, la colección de la biblioteca consta de más de 86.000 volúmenes, incluidos casi 2000 libros raros. La mitad de los volúmenes están escritos y catalogados en idiomas asiáticos.
Con origen en la colección de cuatro mil monografías, ediciones periódicas, separatas y catálogos de ventas que Charles Lang Freer donó a la Institución Smithsoniana como parte de su donación a la nación, la Biblioteca F|S mantiene los más altos estándares para recopilar materiales en un programa activo de compras, donaciones e intercambios.
En julio de 1987, la biblioteca se trasladó a su nueva sede en la Galería Arthur M. Sackler. En la actualidad apoya las actividades de ambos museos, como el desarrollo de colecciones, la planificación de exposiciones, publicaciones y otros proyectos académicos y educativos. Sus recursos publicados e inéditos, en los campos del arte y de la arqueología asiáticos, conservación, pintura, escultura, arquitectura, dibujos, grabados, manuscritos, libros y fotografía, están disponibles para el personal del museo, investigadores externos y para el público visitante.

### China

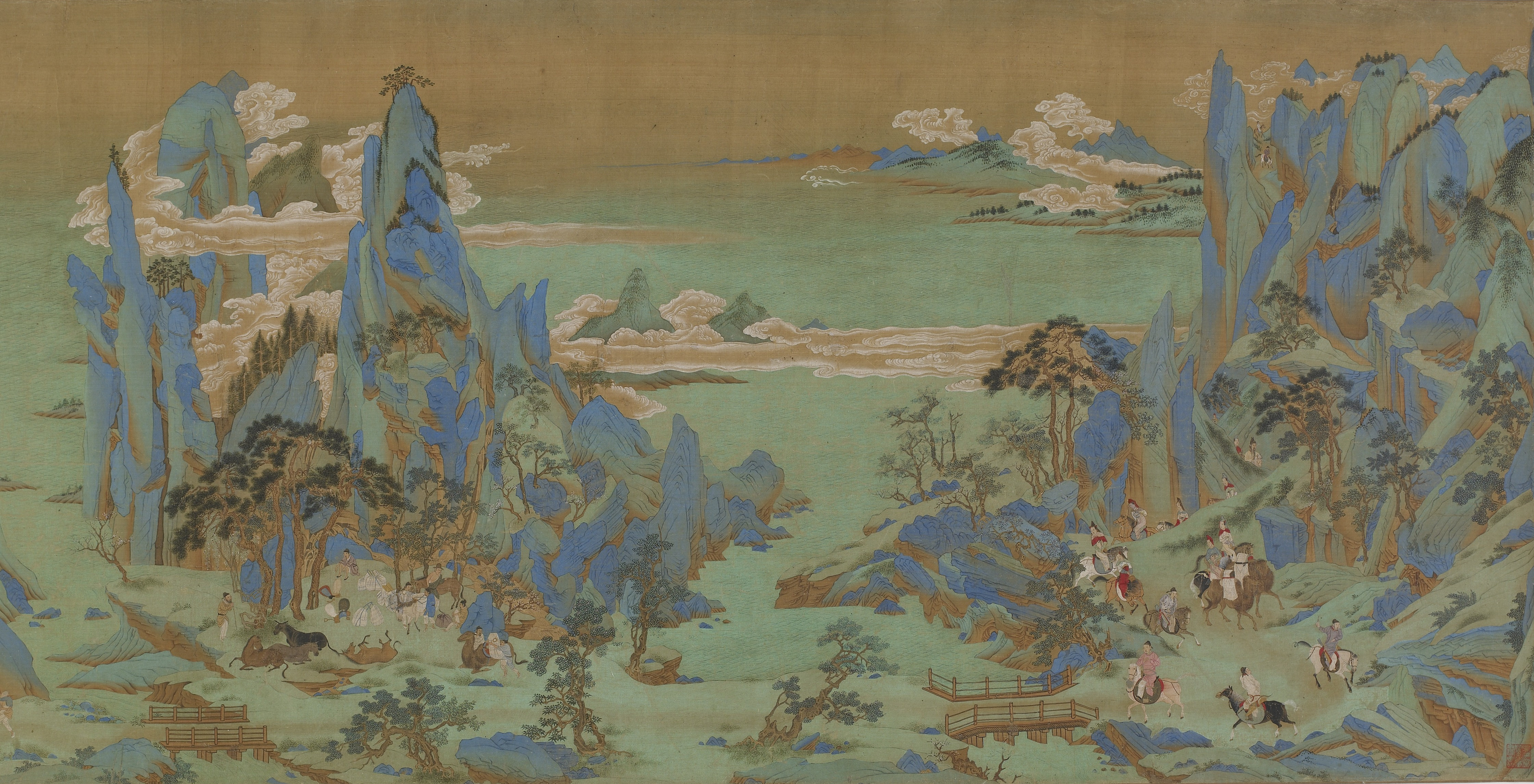
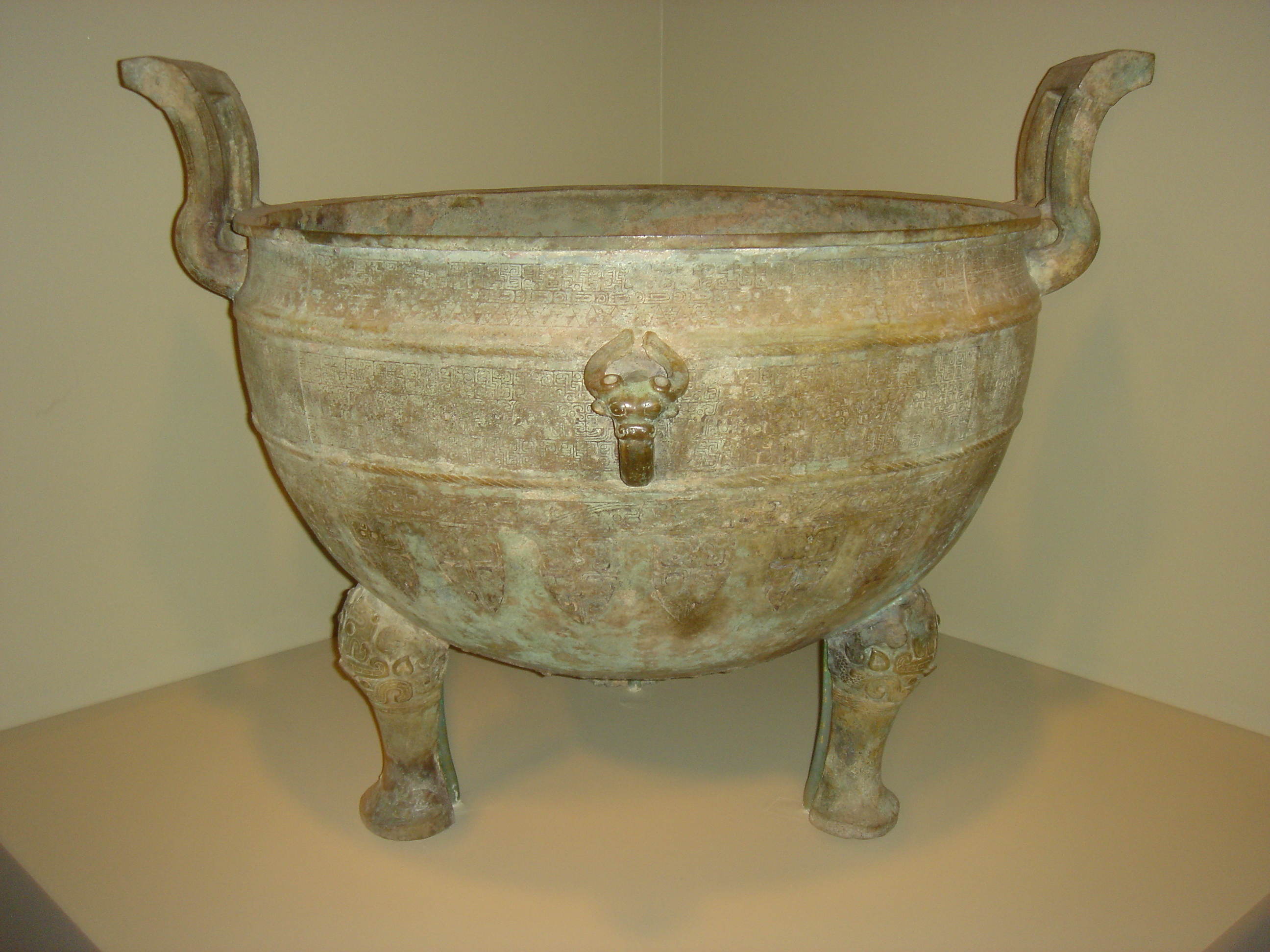
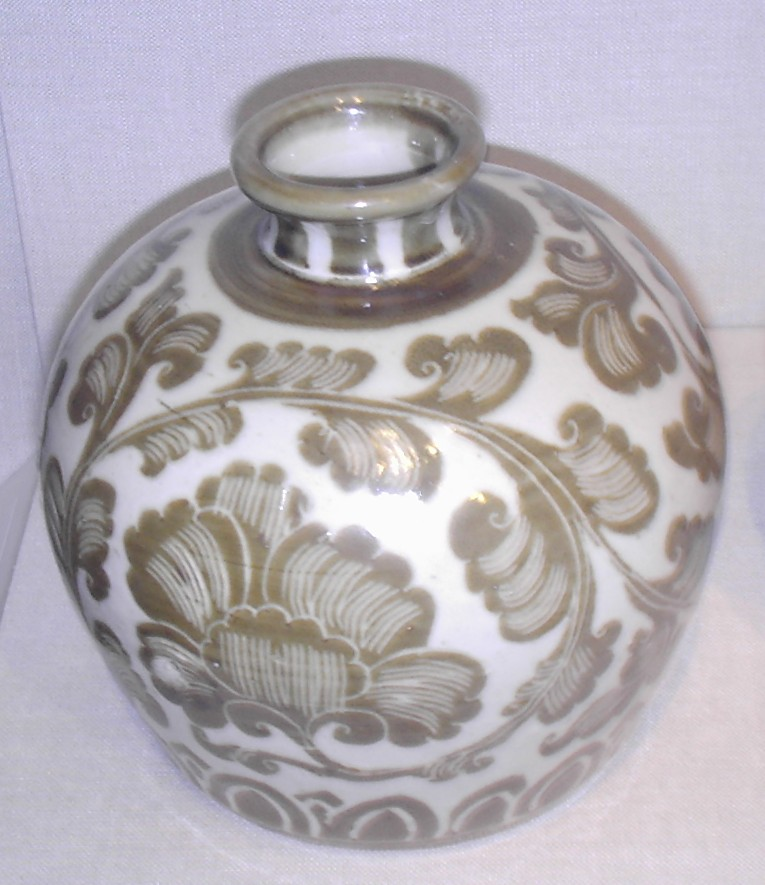
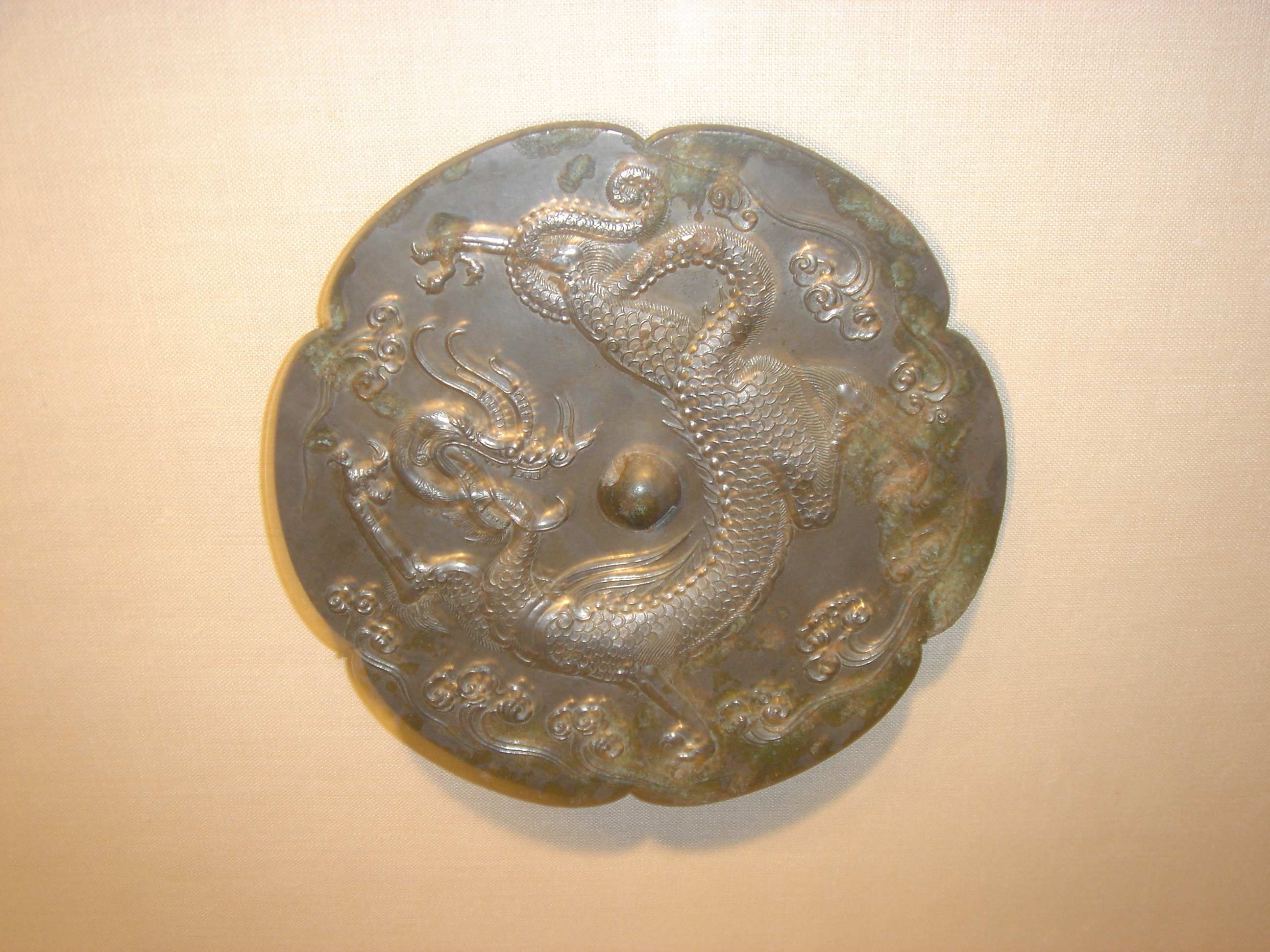
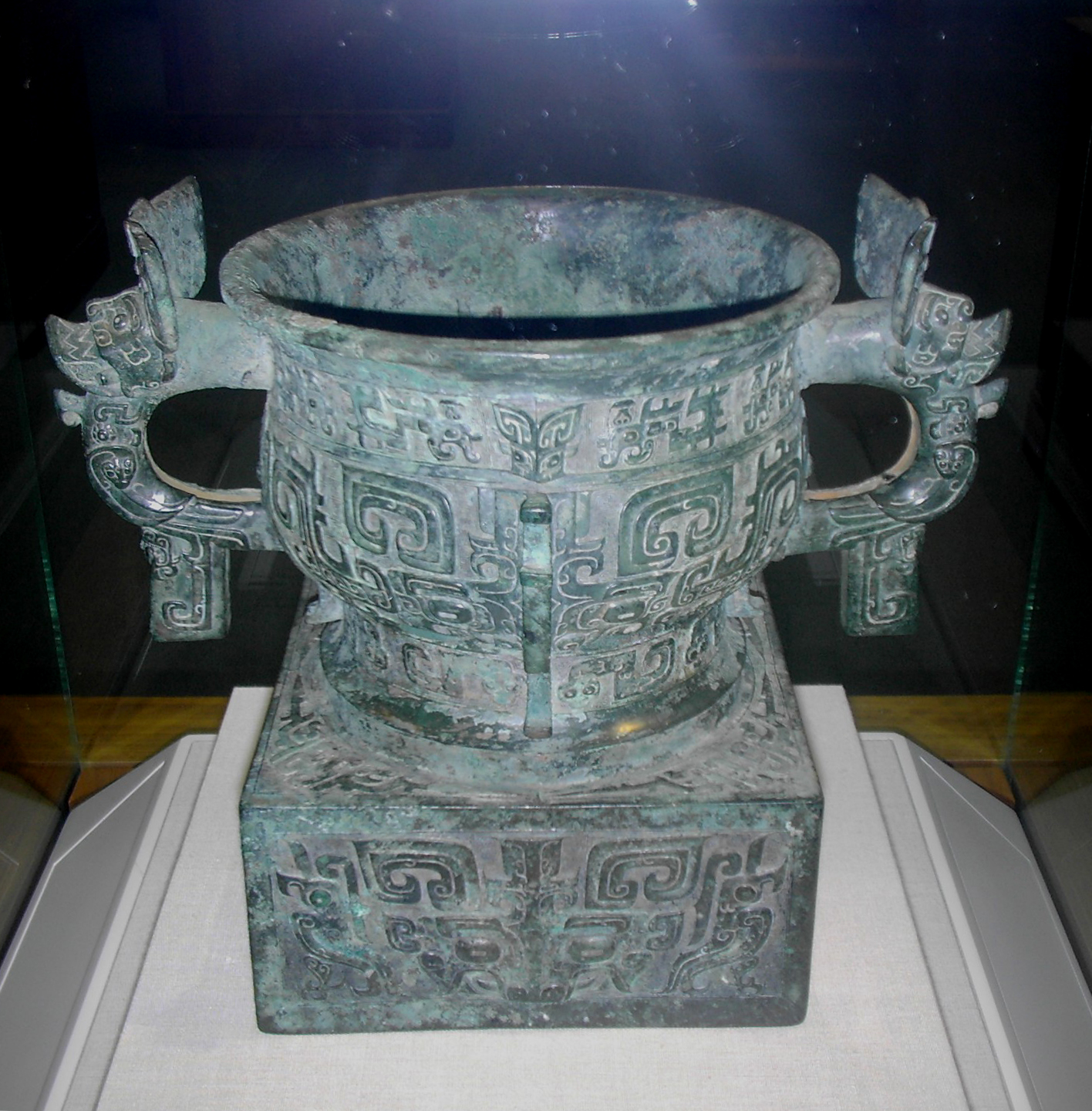
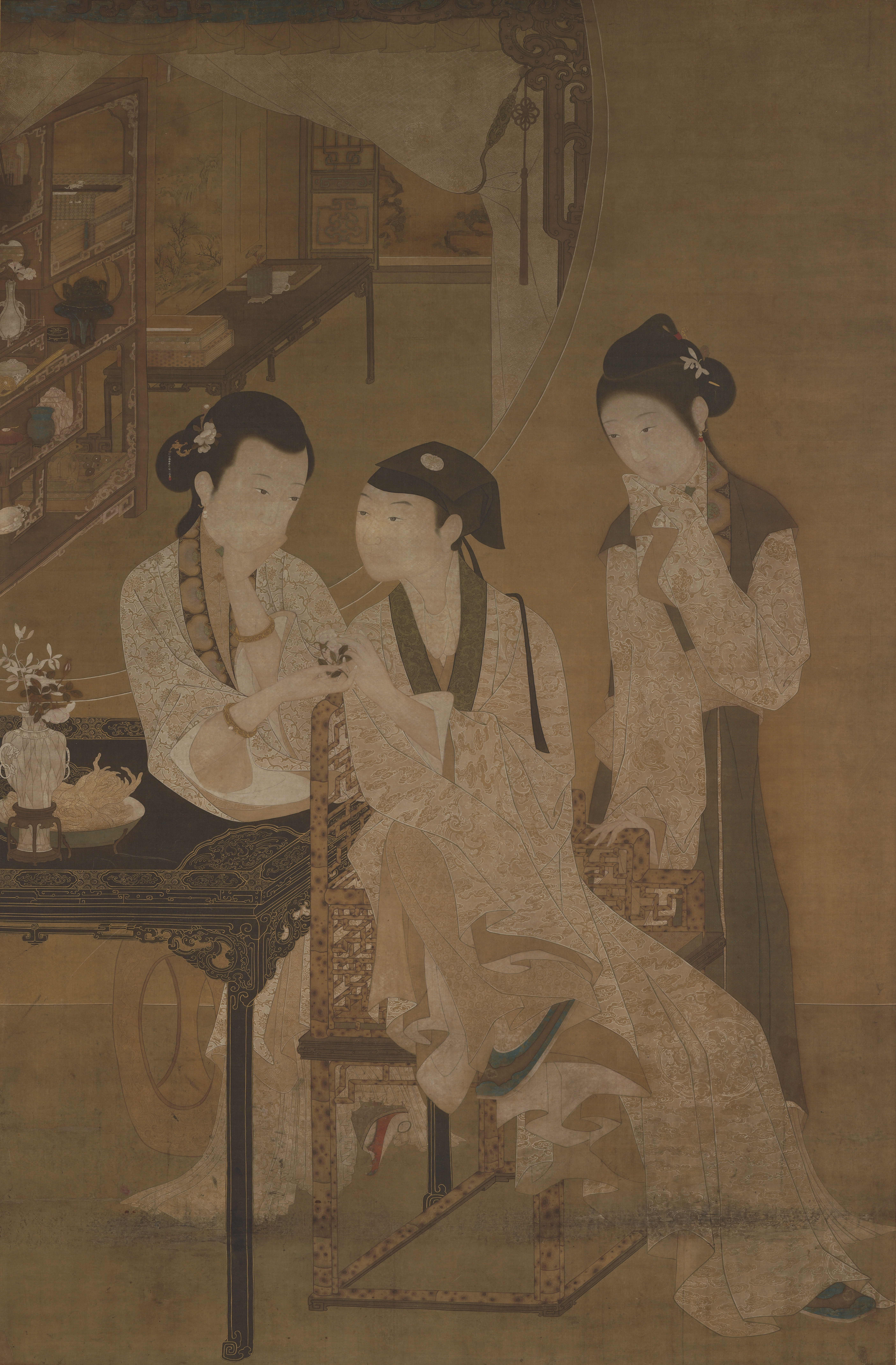
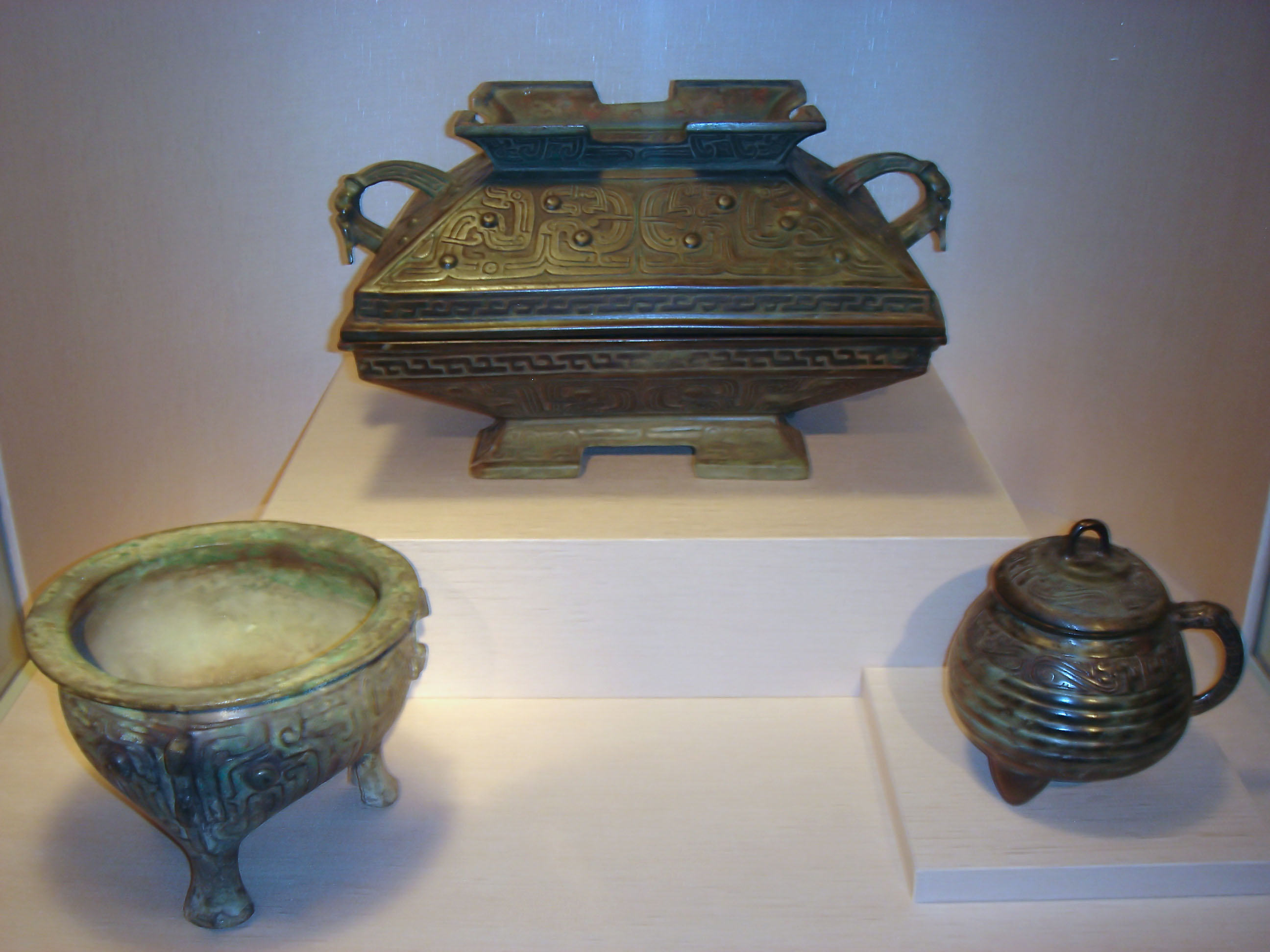
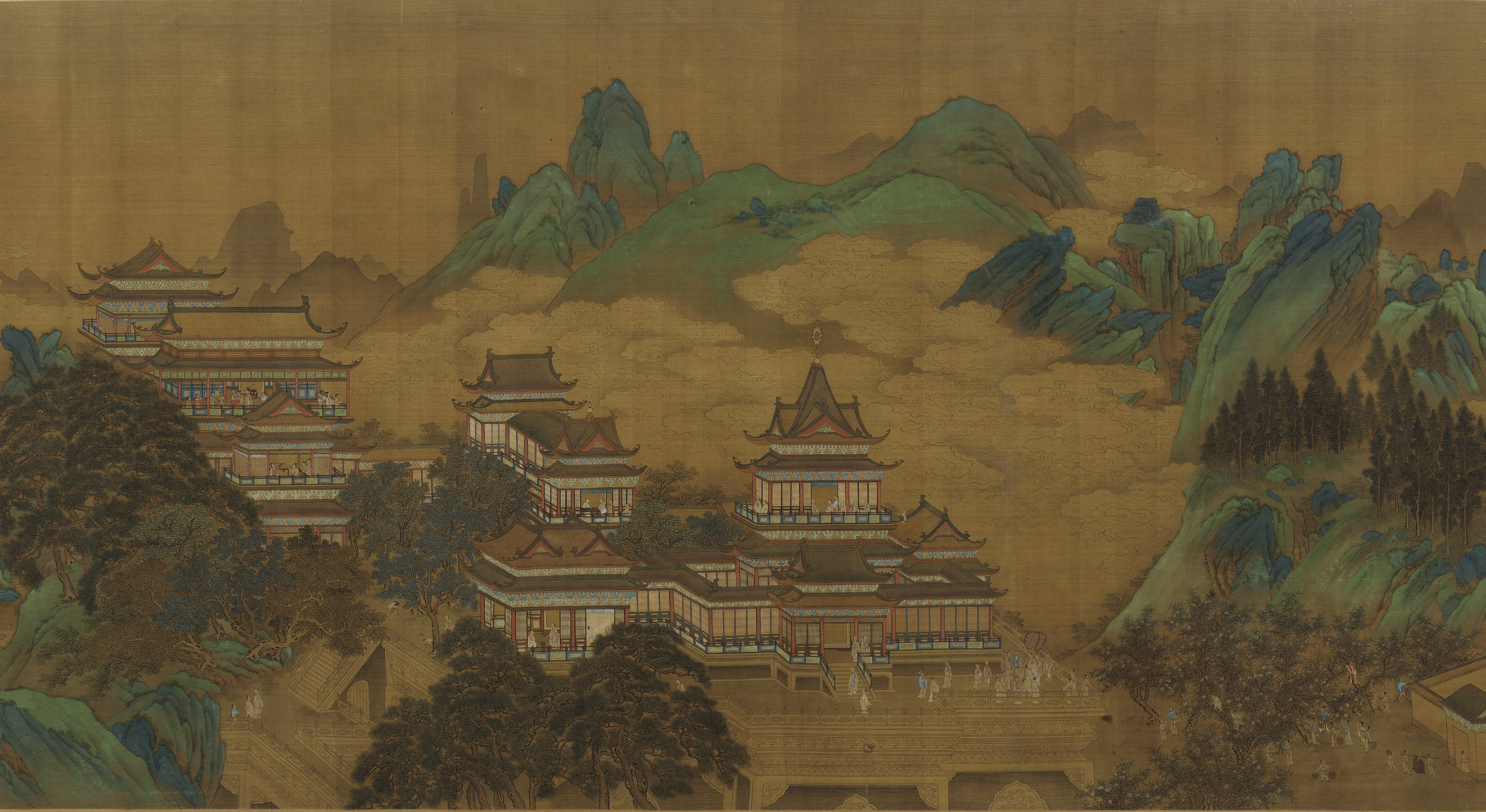
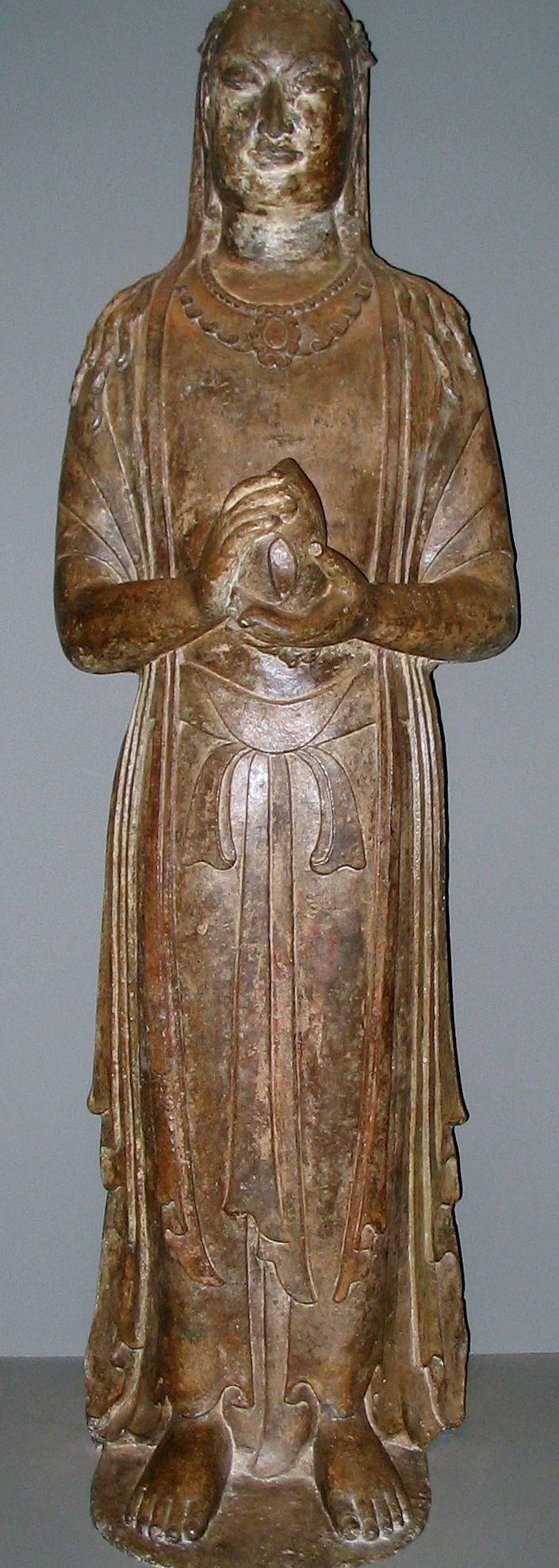
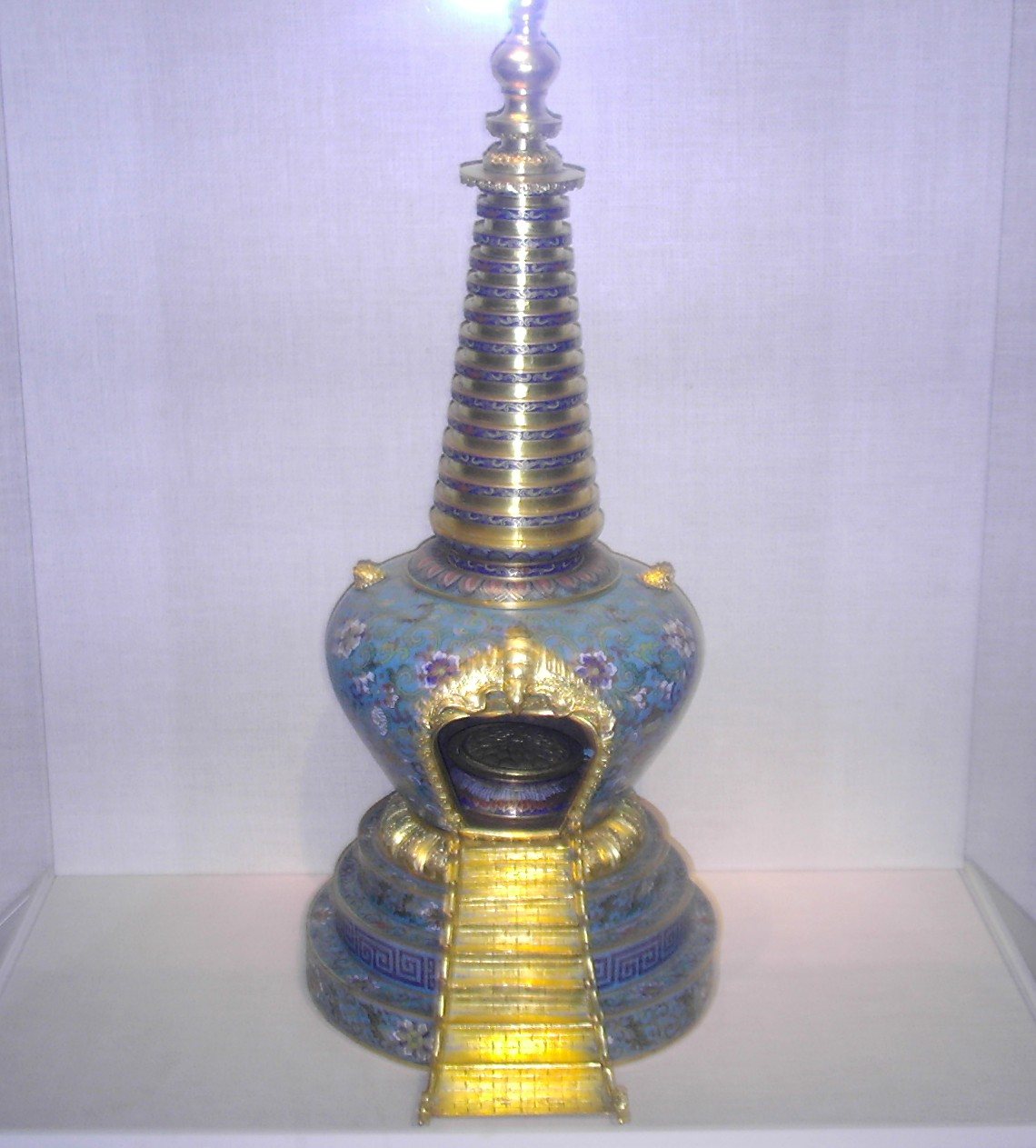
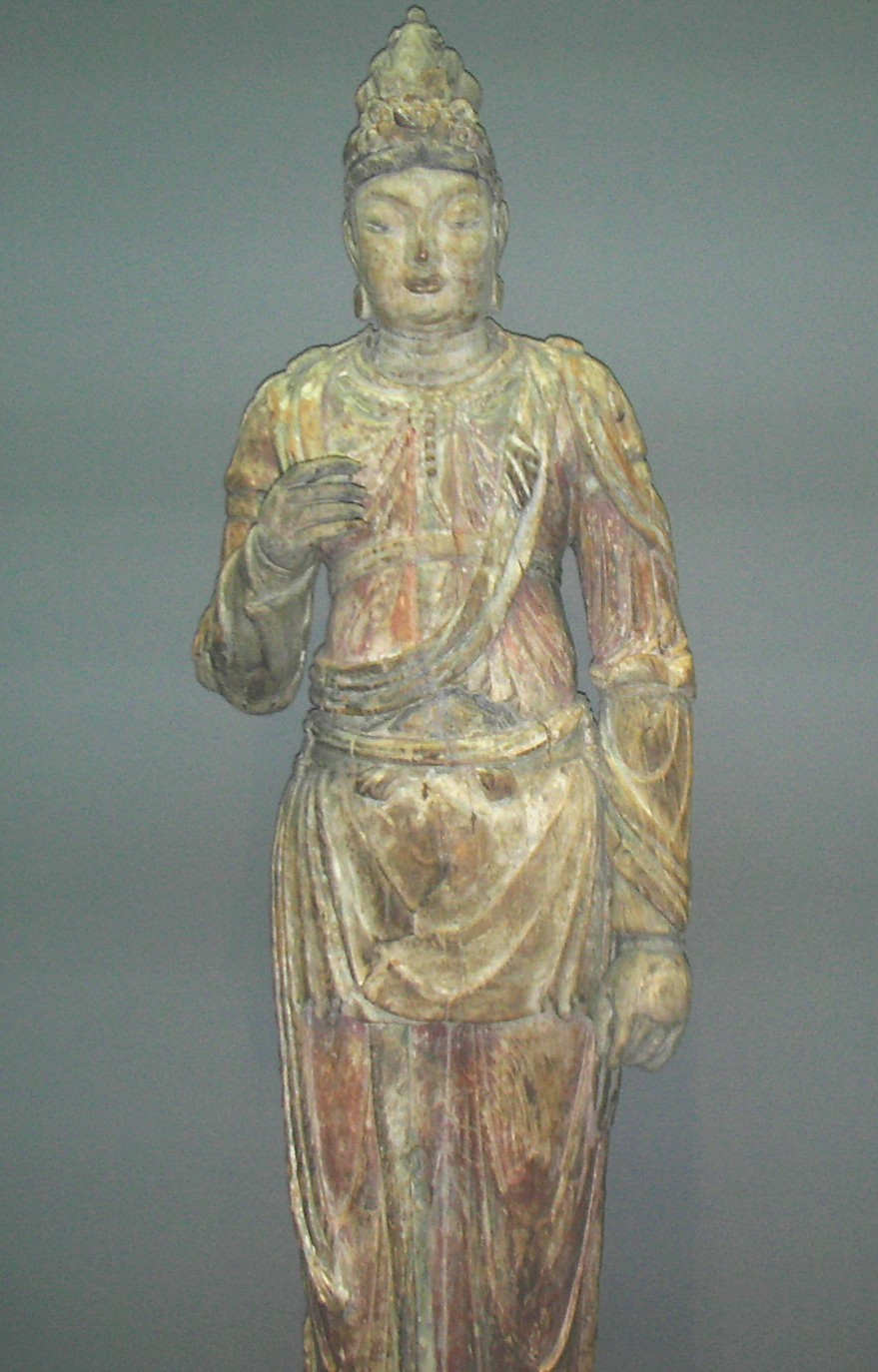
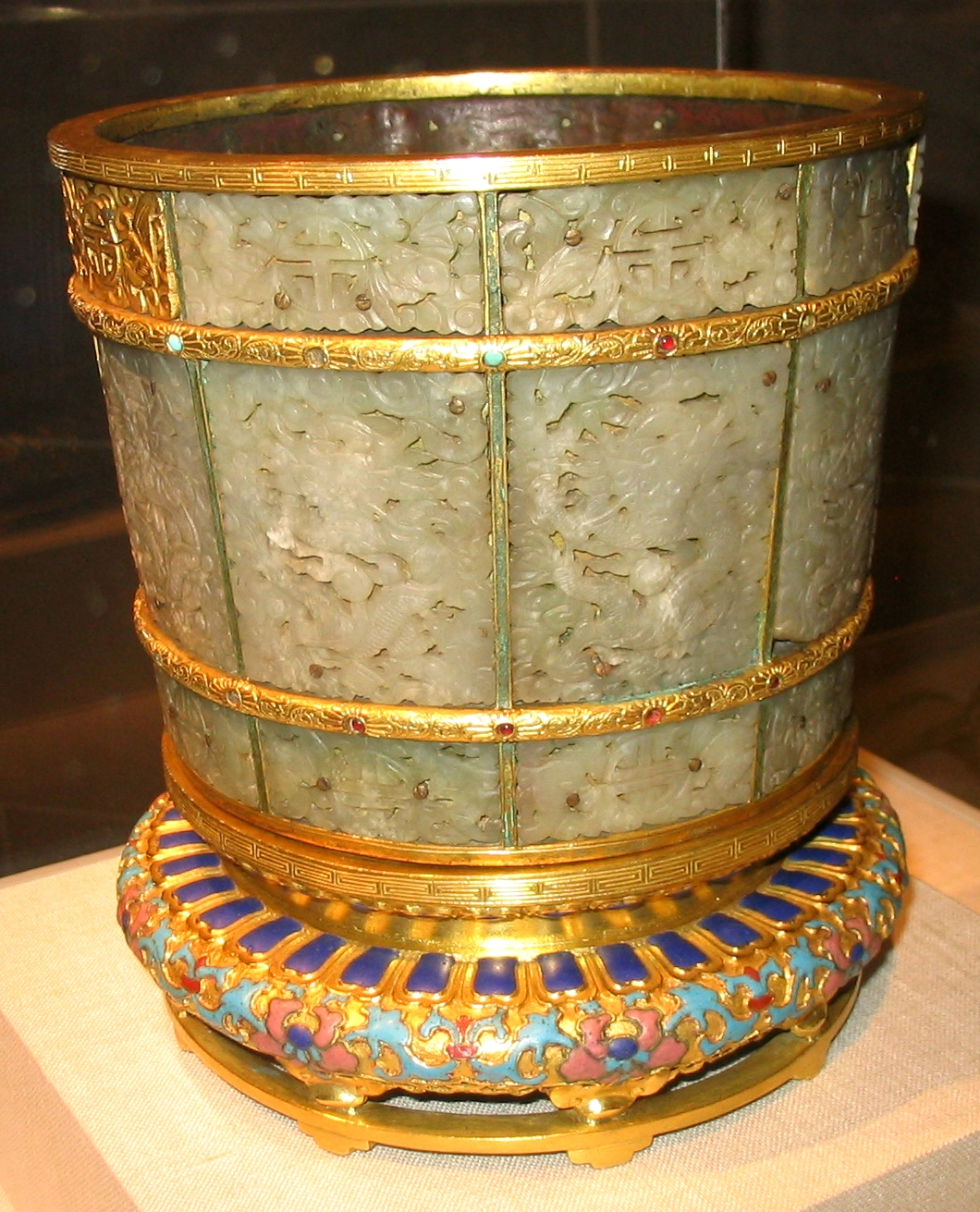

### Kushán

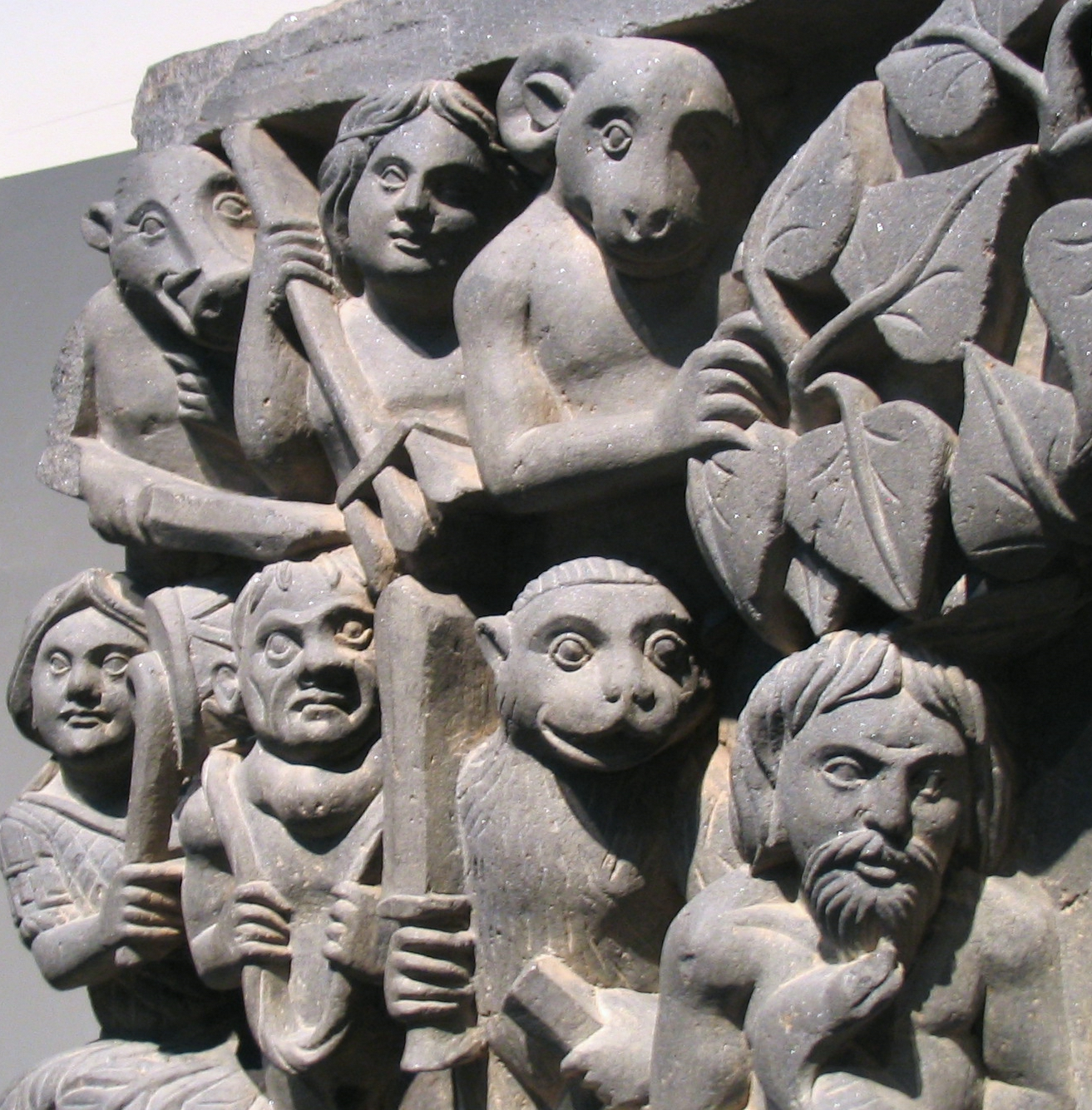
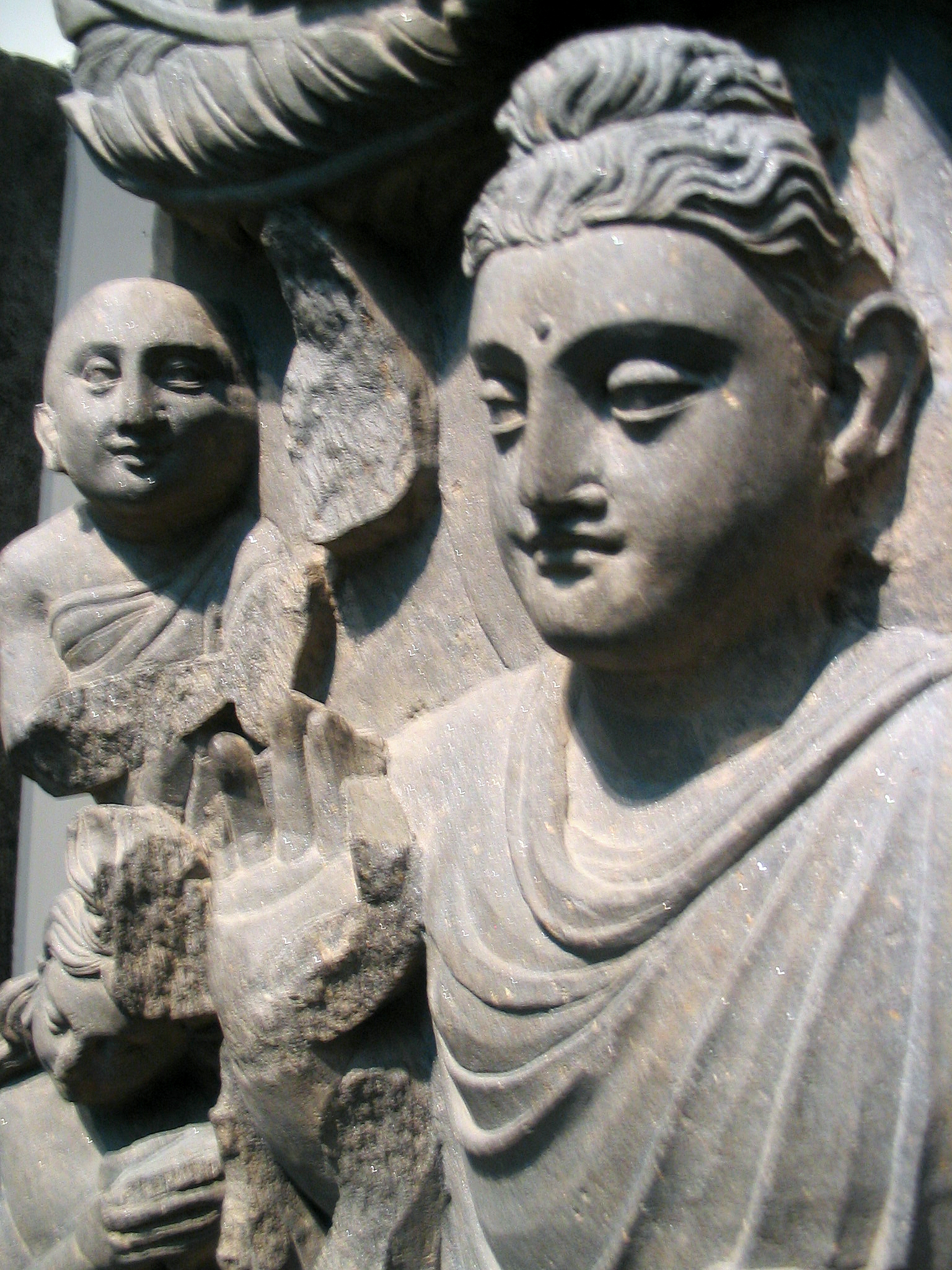
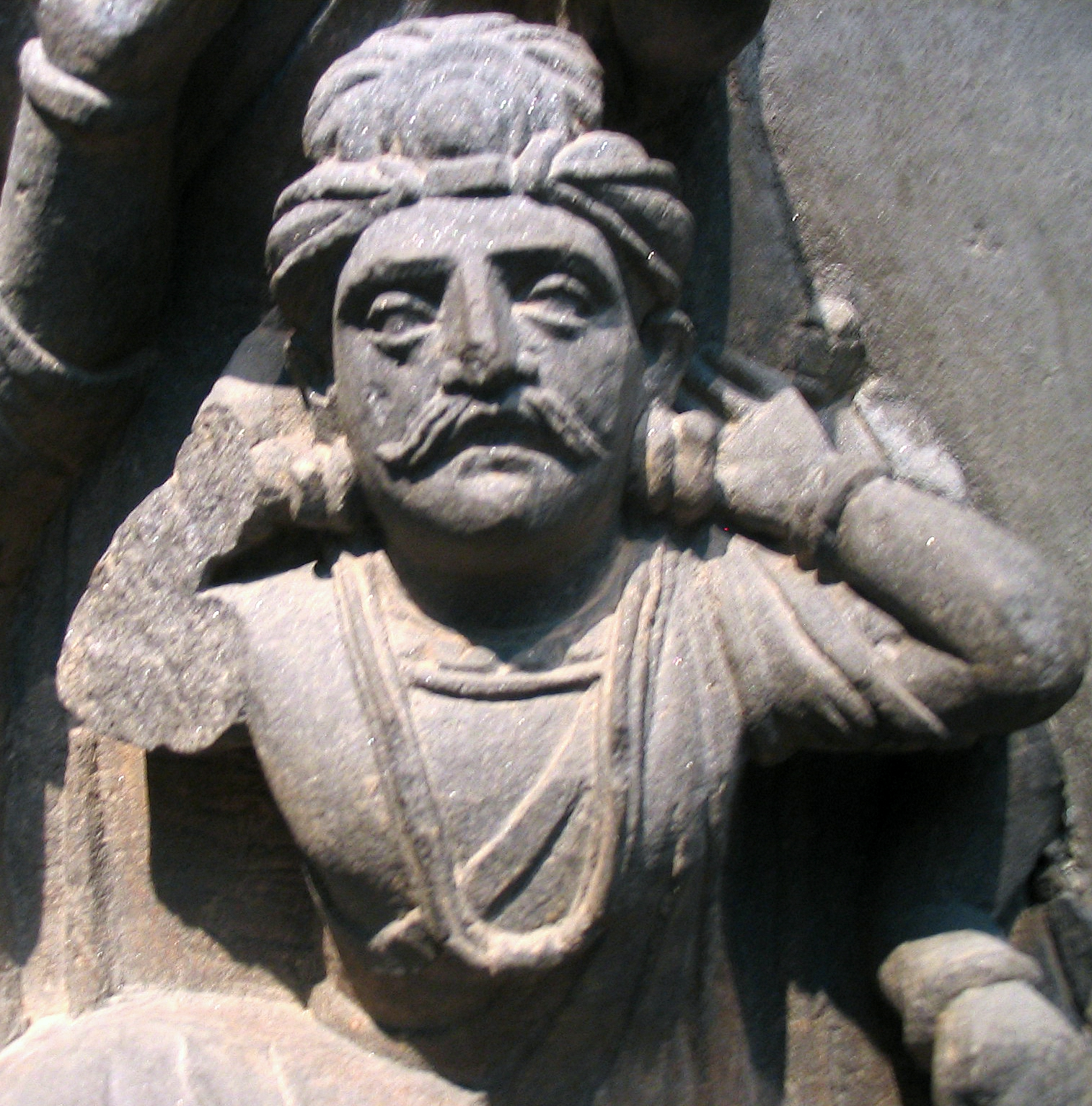

## Galería

### India

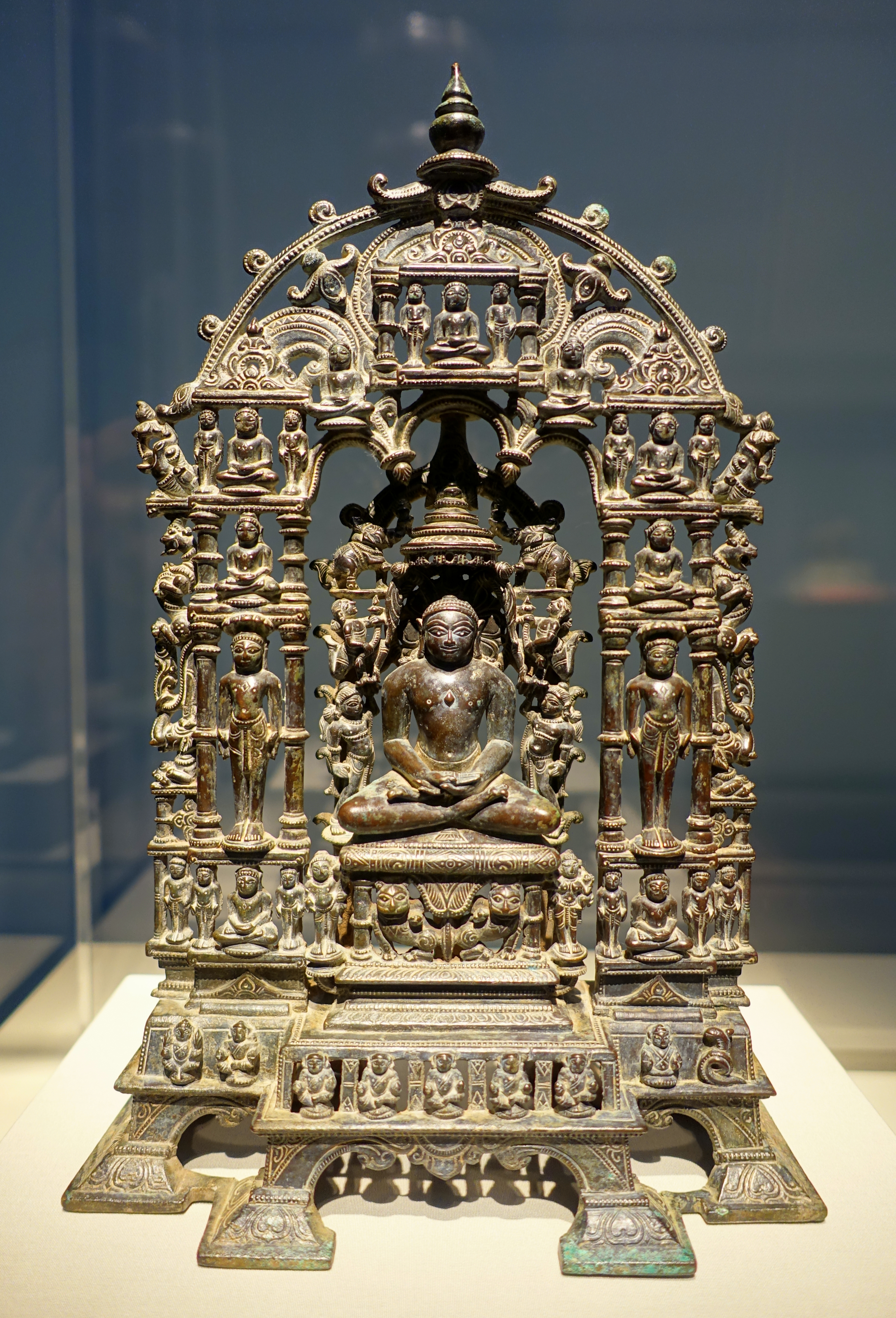
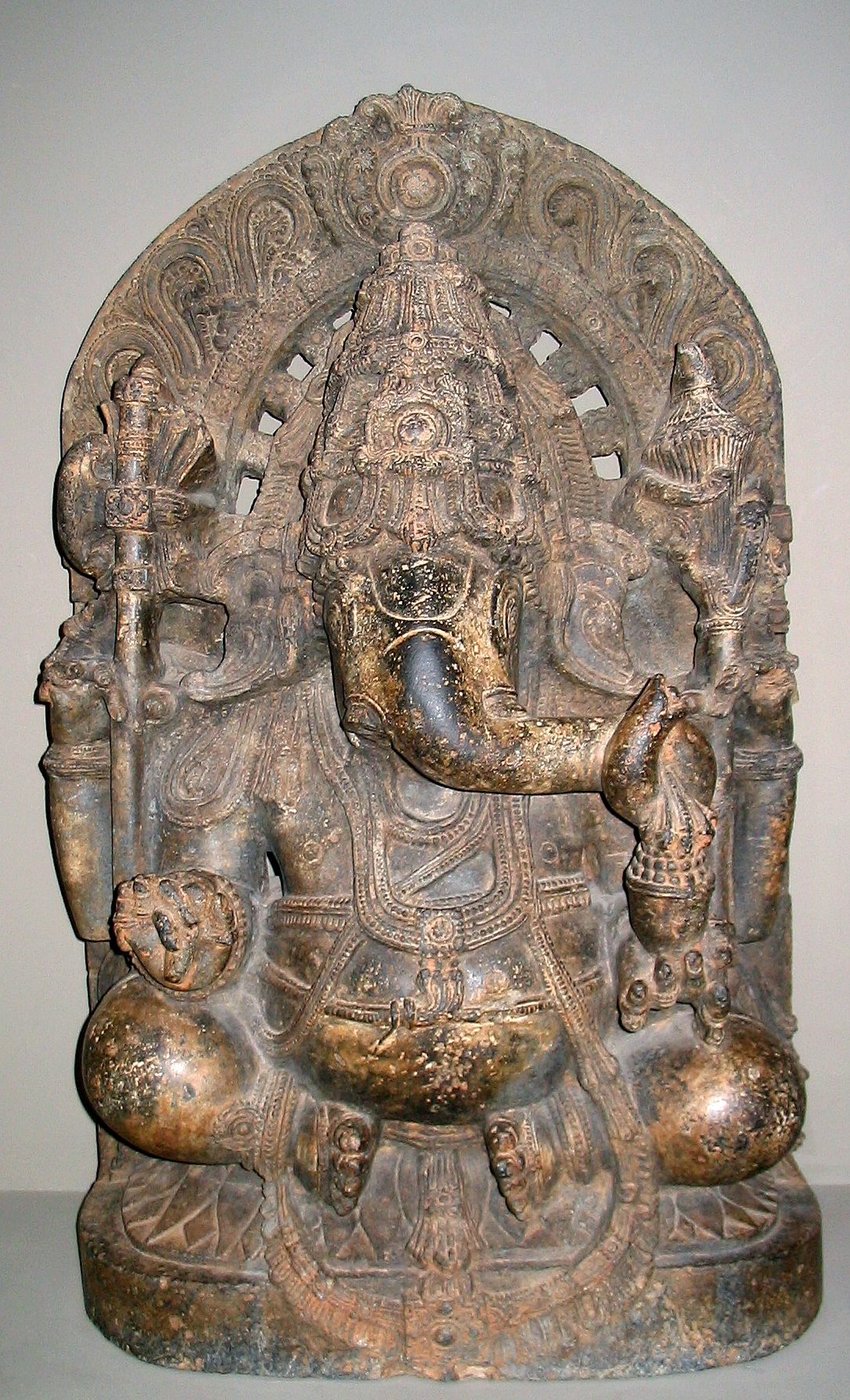
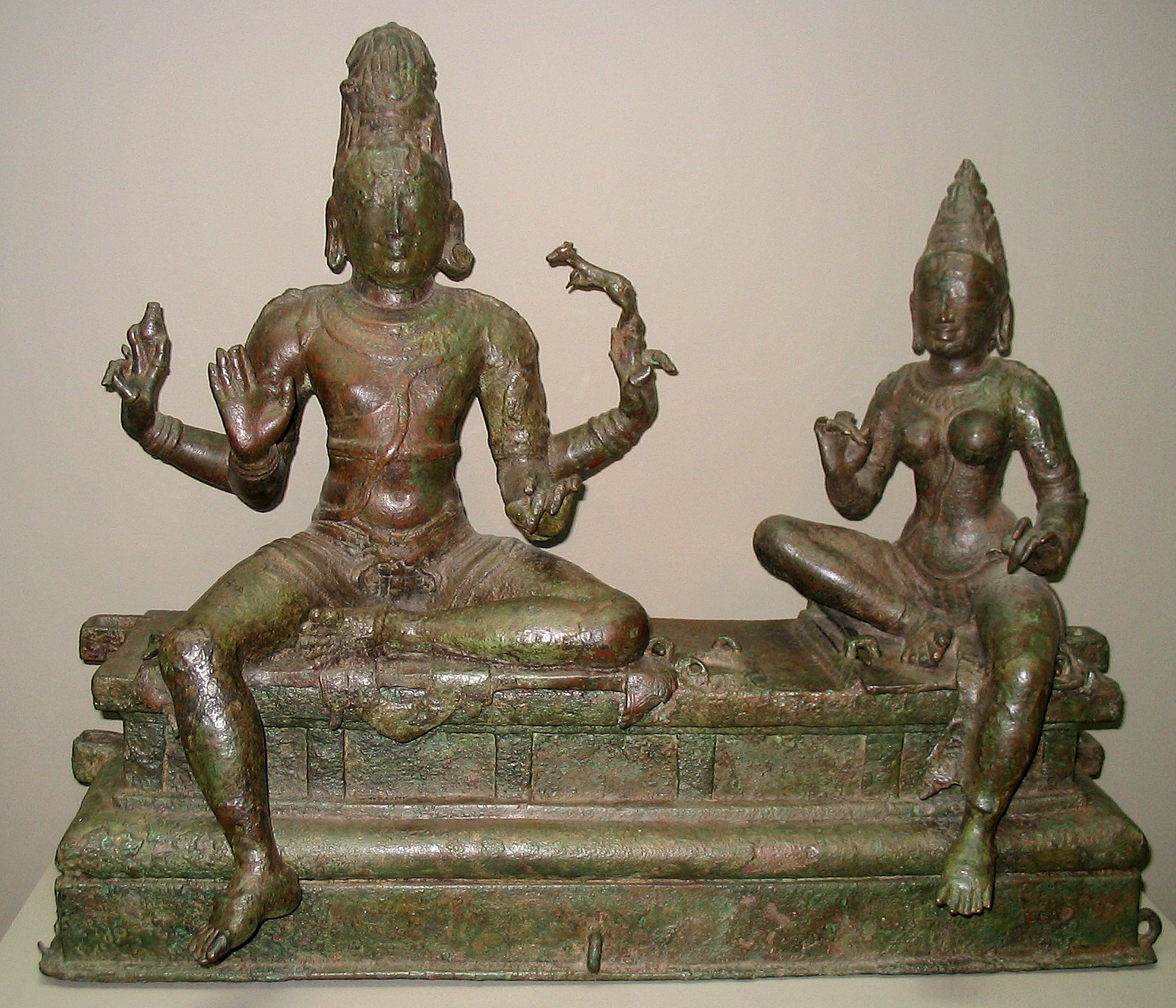
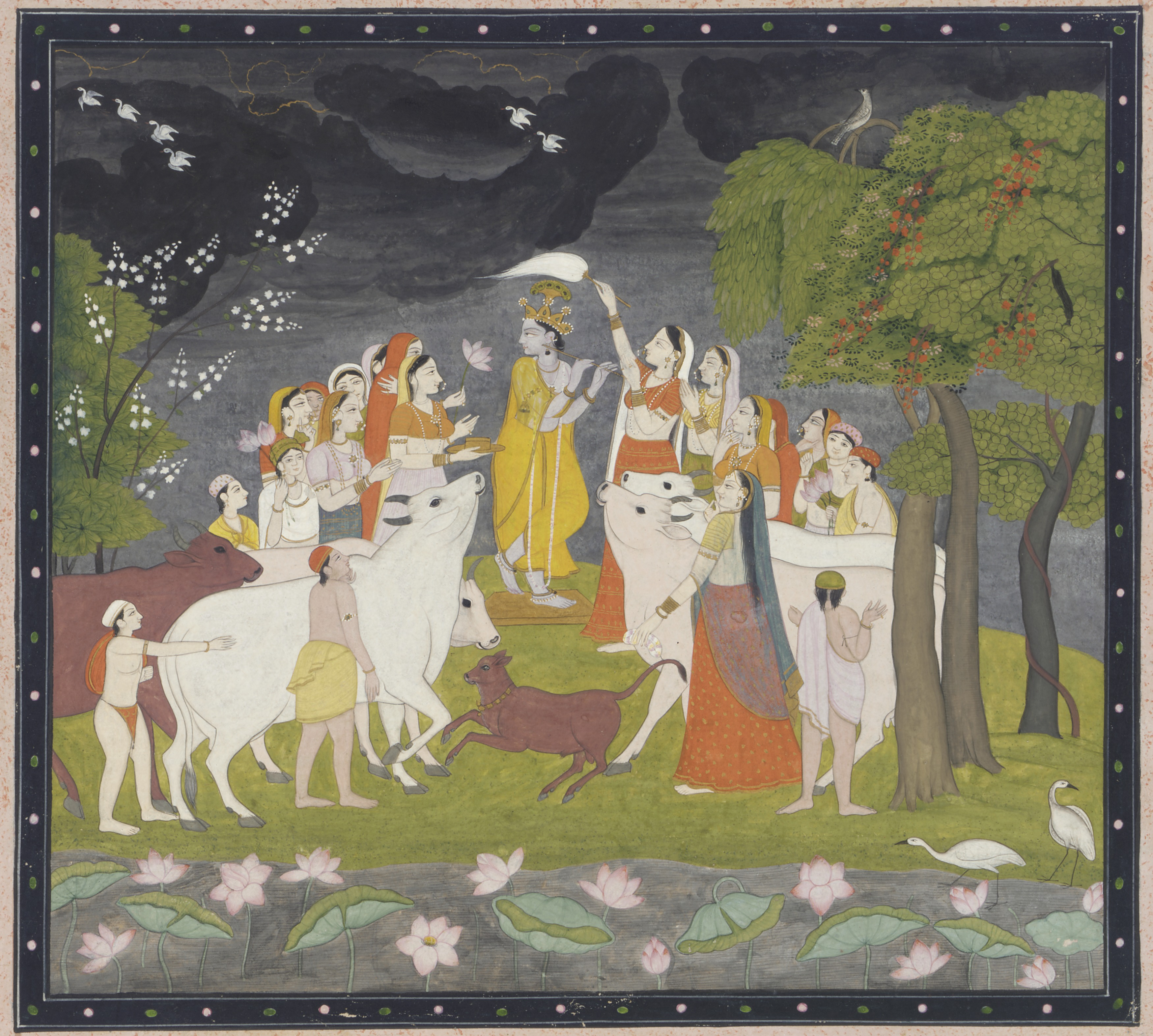
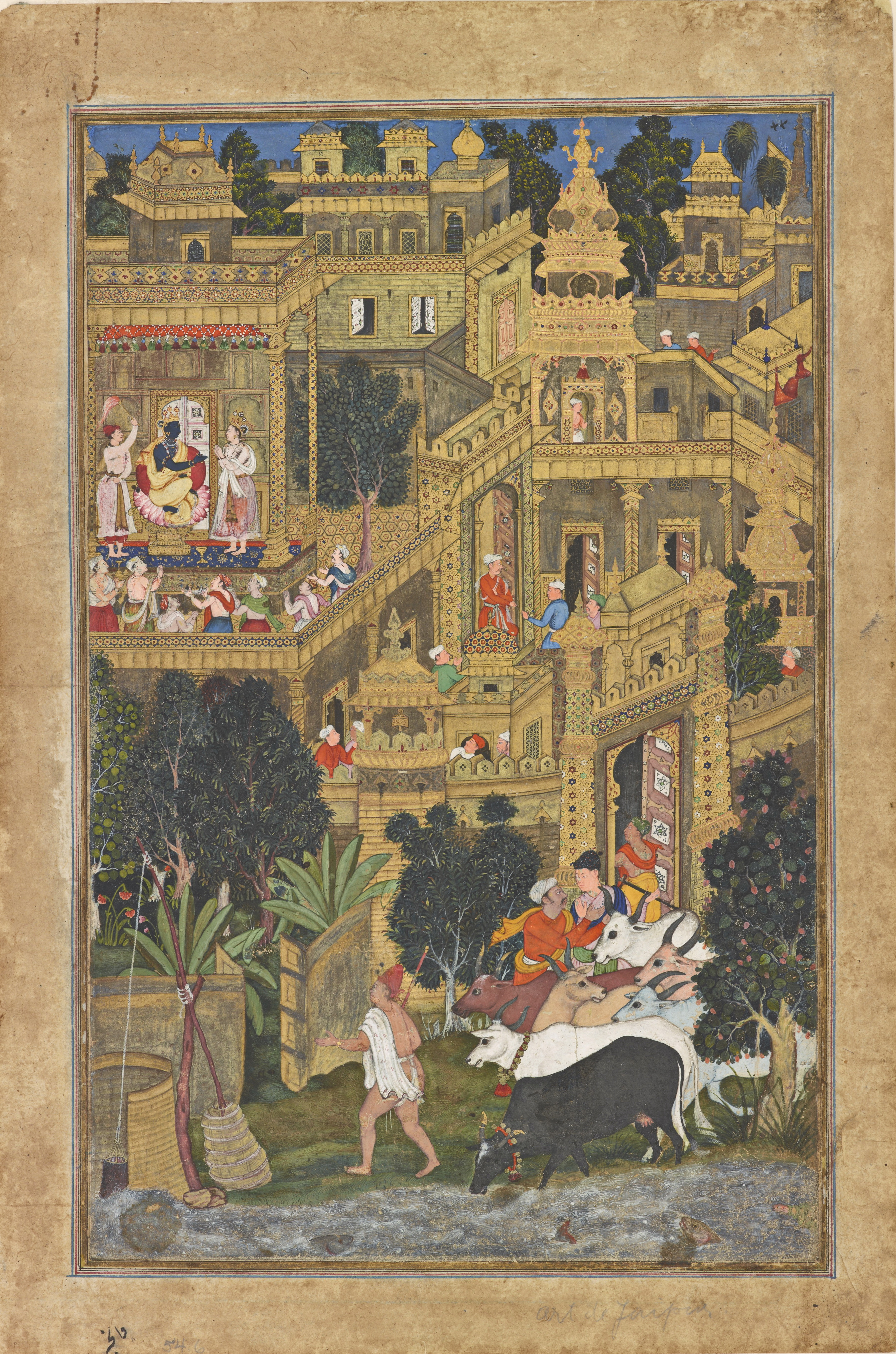

| Egipto | Japón | Nepal |

| Persia | Corea | Siria |